# Église Santa Corona
L'église Santa Corona à Vicence est une église catholique romaine dans la province homonyme et la région Vénétie, en Italie.
Le complexe de Santa Corona à Vicence se compose d'une des plus importantes églises de la ville - construite dans la seconde moitié du XIIIe siècle et enrichie au fil des siècles par de nombreuses œuvres d'art - et les cloîtres de l'ancien couvent des Dominicains, et actuellement  le musée civique d'archéologique.

## Extérieur

### La façade
La façade à pignon est construite en brique comme le reste du bâtiment. Elle est divisée verticalement par des pilastres centraux. Elle est couronnée par une haute corniche décorée de plusieurs bandes, qui est basée sur une théorie des arcs aveugles et, à son tour, soutient cinq pinacles avec des croix métalliques. Au-dessous une grande rosace flanquée de deux oculus, puis du portail d'entrée qui se caractérise par un fort ébrasement. Le tympan montre un groupe de statues du XIXe siècle qui représente la mise en place de la couronne d’épine.

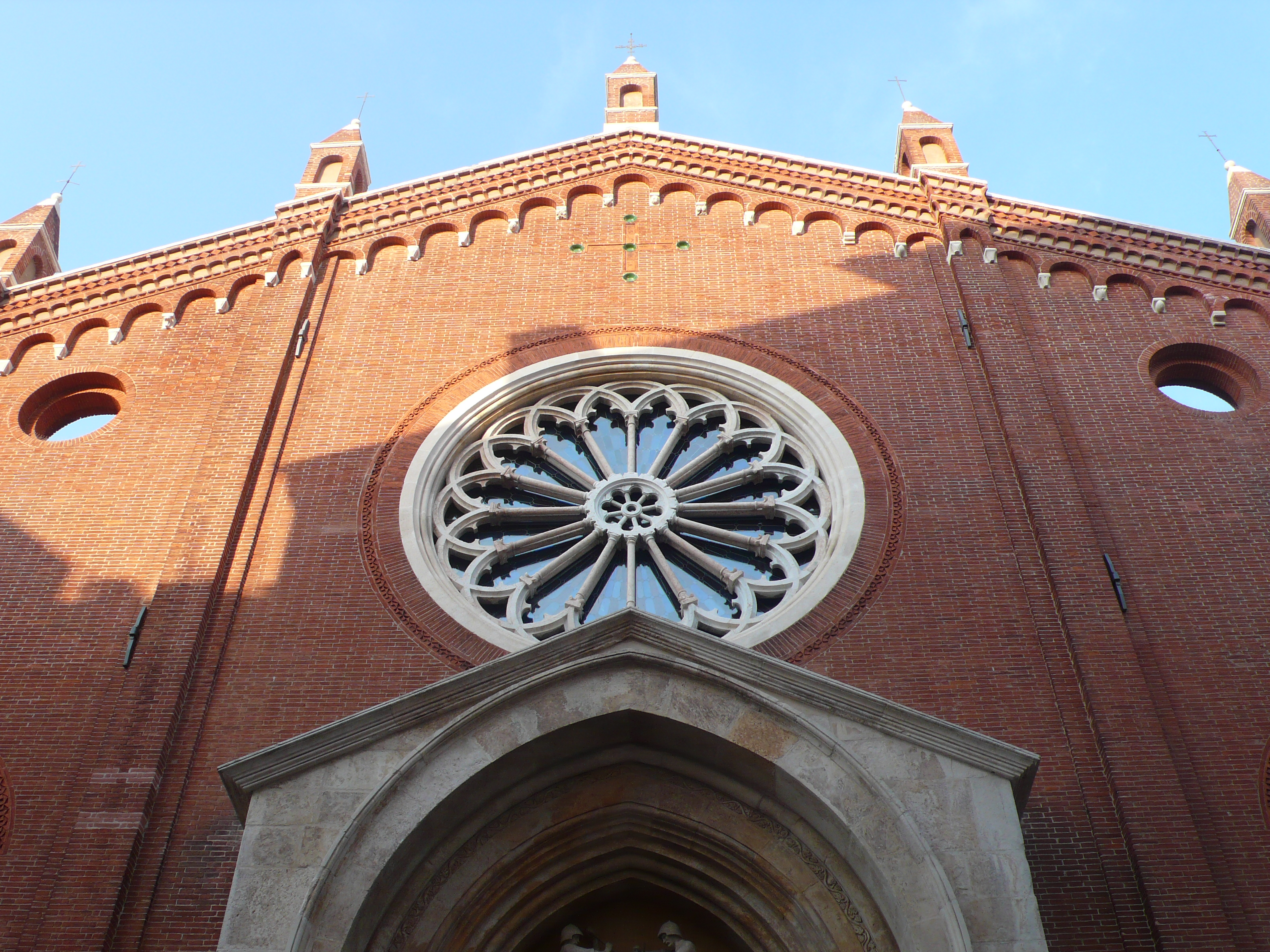
La façade
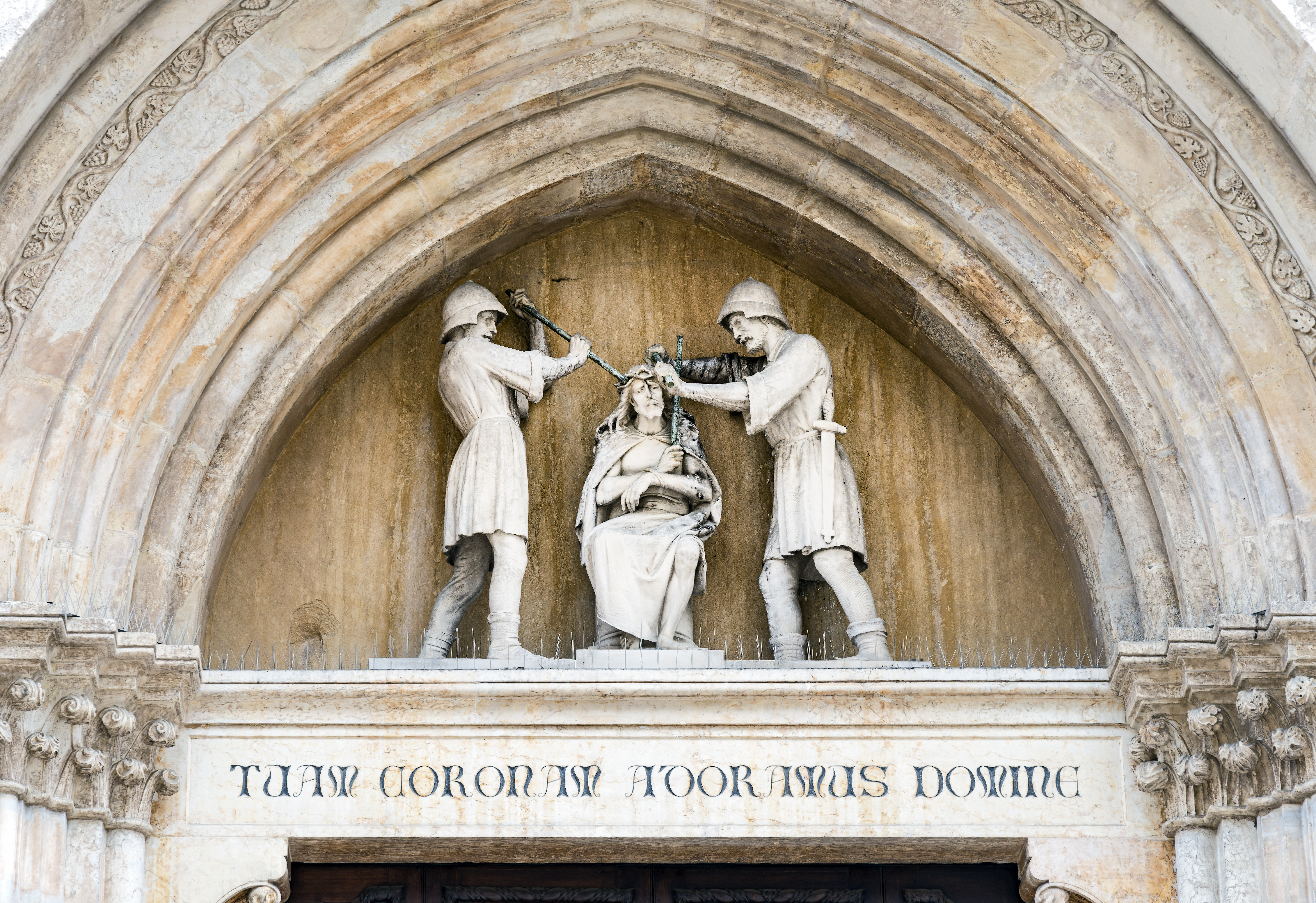
Tympan du porche

## Intérieur

### La Cappella Valmarana
La chapelle Valmarana, ⁹attribuée à Andrea Palladio, se situe dans la crypte.
C'est probablement en 1576, quand meurt Antonio Valmarana, que Palladio conçoit ce précieux sanctuaire dans la crypte de l'église de Santa Corona à Vicence, le lieu de sépulture, depuis cinquante ans, de la famille Valmarana. Pour les parents du défunt, l'architecte vicentin a réalisé, dix ans auparavant, le grand palais familial, sur l'actuel corso Fogazzaro, où Antonio réside depuis 1574.
La date 1597 gravée sur une dalle du pavement n'est pas celle de la construction de la chapelle, mais plutôt celle du transfert des dépouilles de ses parents et de ses frères, voulu par Leonardo Valmarana ; dans son testament, ce dernier assume l'entière responsabilité de la construction.
Indubitablement palladienne, même en l'absence de documents directs vérifiables, la chapelle Valmarana est un espace très calibré, presque un hypogée, de dimensions extrêmement réduites. Un carré vide, délimité par des pilastres pliés, s'étend longitudinalement avec deux niches surmontées de deux oculi d'où filtre une lumière sépulcrale ; c'est une citation sophistiquée du tablinum de la demeure de la Rome antique.
Dans les mêmes années, Palladio dessine les chapelles latérales de l'église du Rédempteur de Venise, en mettant en séquence une série d'espaces substantiellement identiques à la chapelle Valmarana, l'exemple vicentin en étant, en quelque sorte, le prototype.

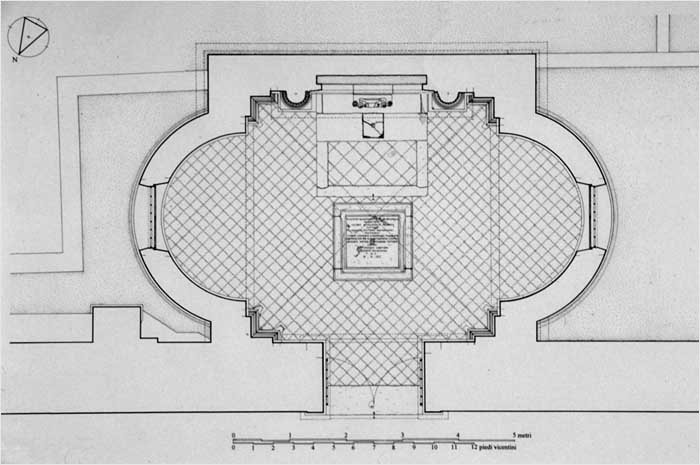
Plan (Ch. Bouleau, 1999)
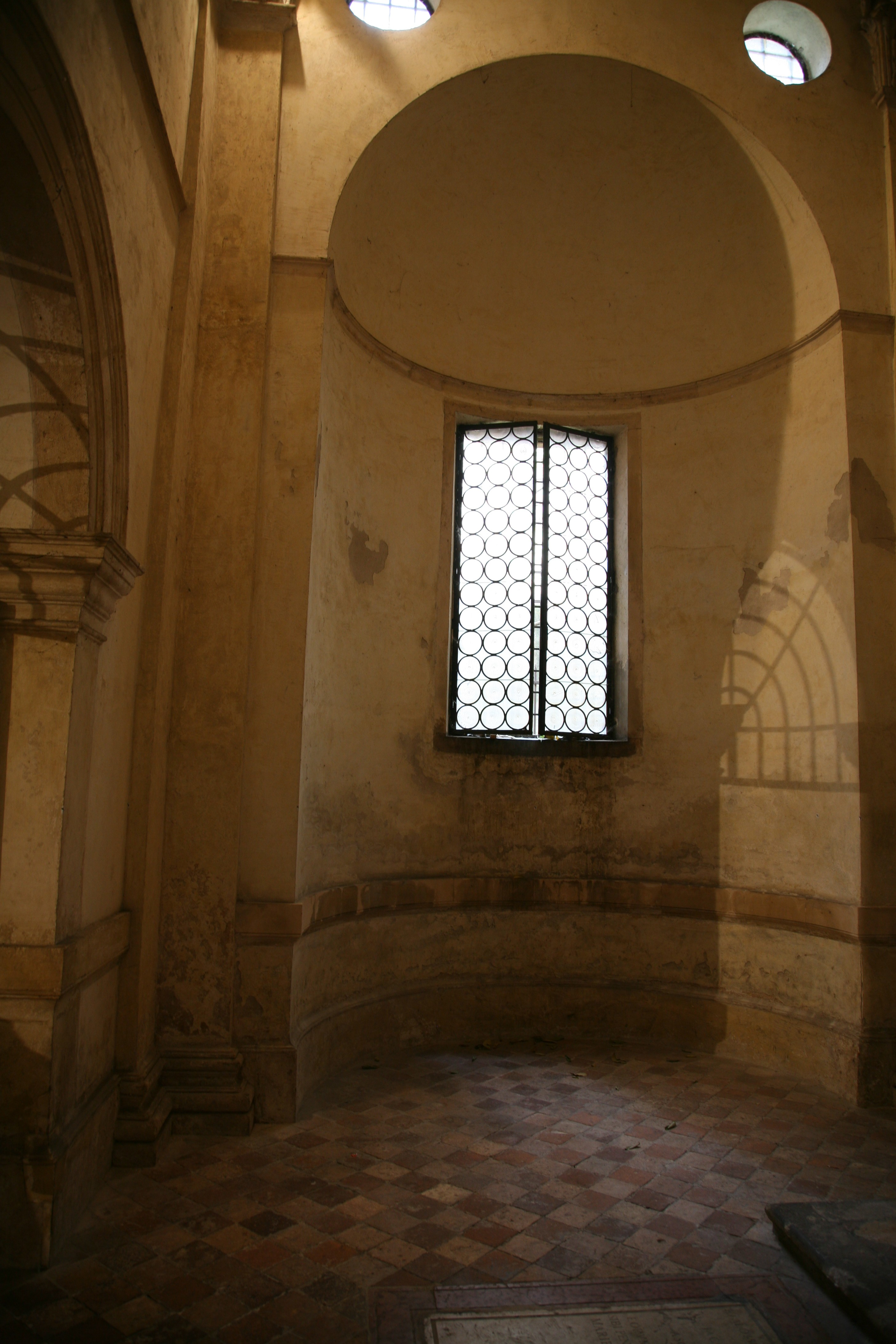
Une des deux niches de la chapelle Valmarana
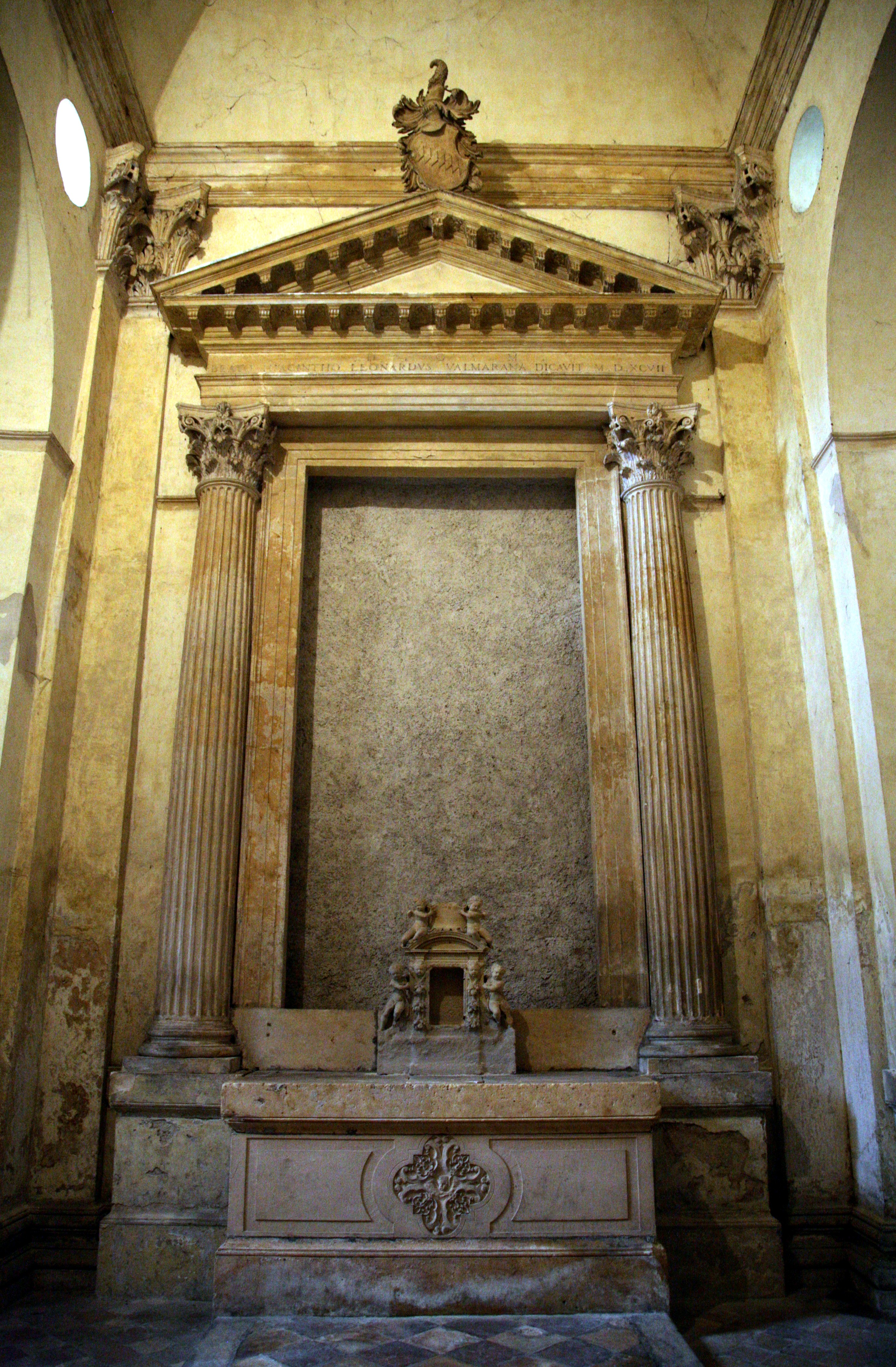
L'autel de la chapelle Valmarana
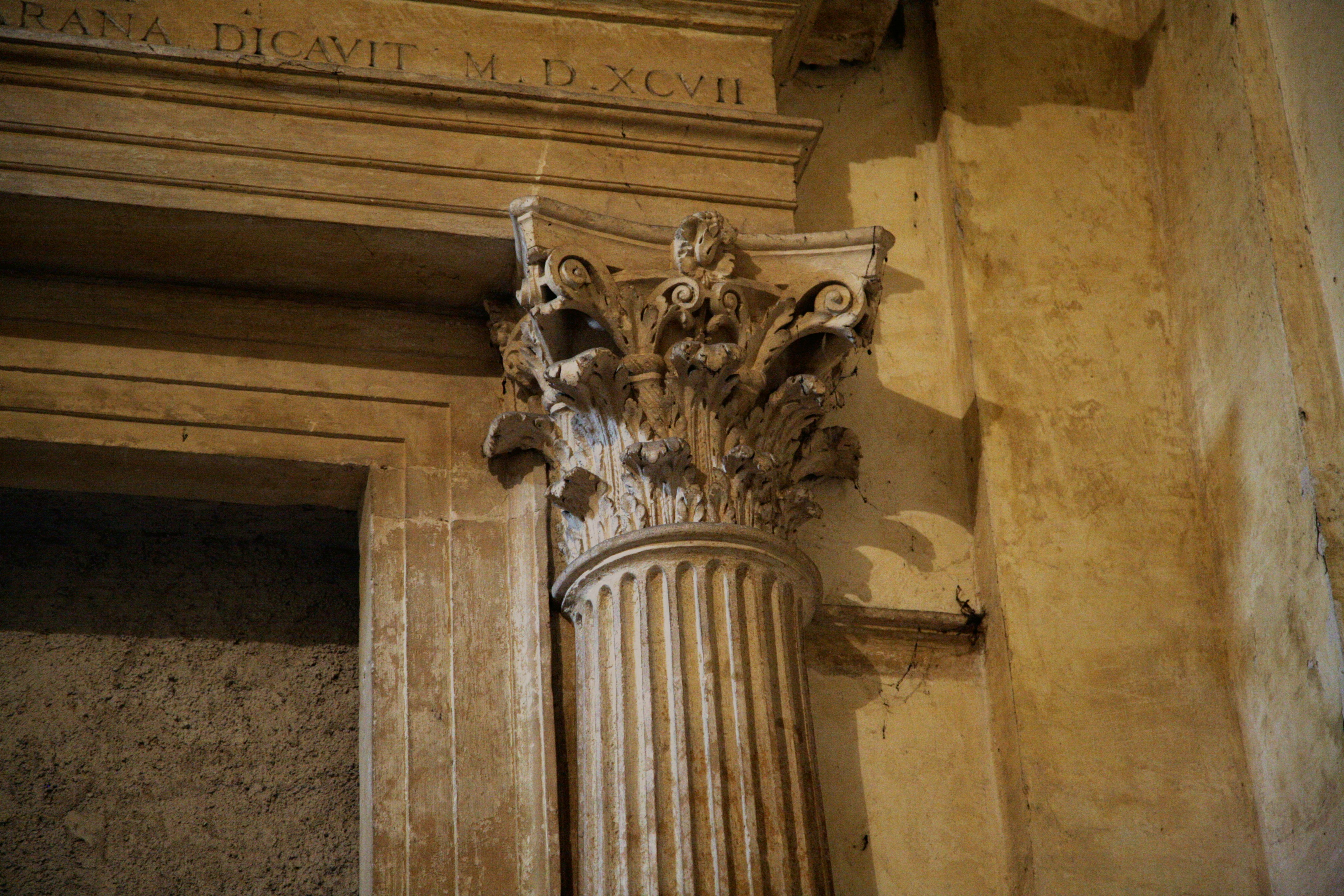
Détail d'un chapiteau du retable
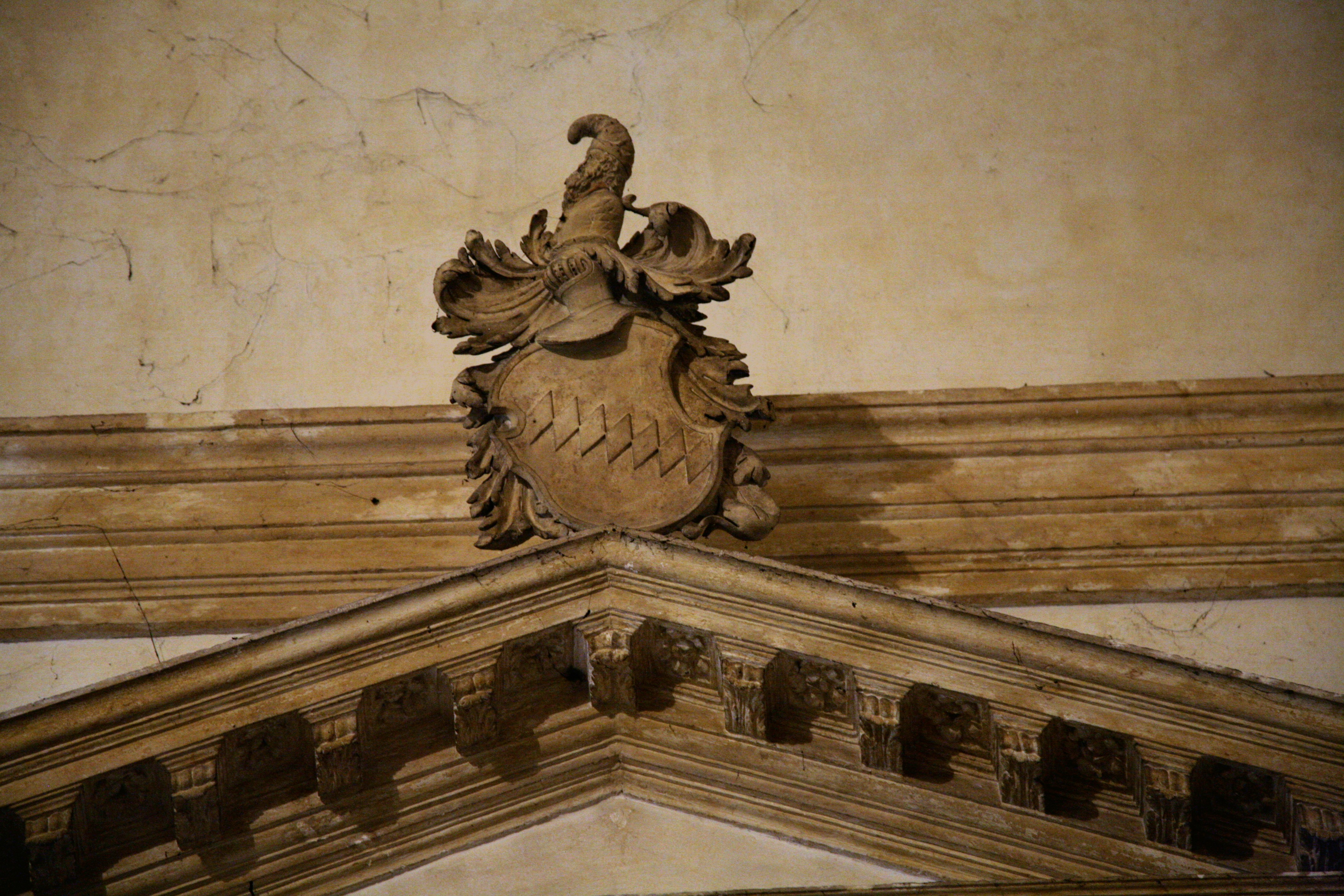
Détail du fronton du retable, avec les armoiries de la famille Valmarana

## Sources et références
- (it) Cet article est partiellement ou en totalité issu de l’article de Wikipédia en italien intitulé « Chiesa di Santa Corona » (voir la liste des auteurs) dans sa version du 25 juillet 2009. Il est lui-même partiellement issu du texte relatif à la chapelle Valmarana, sur le site du CISA, lequel a autorisé sa publication (cf  tkt #2008031210017761)